# Chương trình Erasmus

Huy hiệu của chương trình Erasmus

Chương trình Erasmus (European Community Action Scheme for the Mobility of University Students) Là một chương trình trao đổi sinh viên của Liên minh Âu Châu được thành lập vào năm 1987. Trước đó Ủy ban châu Âu cũng đã hỗ trợ một chương trình thí nghiệm trao đổi sinh viên trong 6 năm trời. 

## Lịch sử

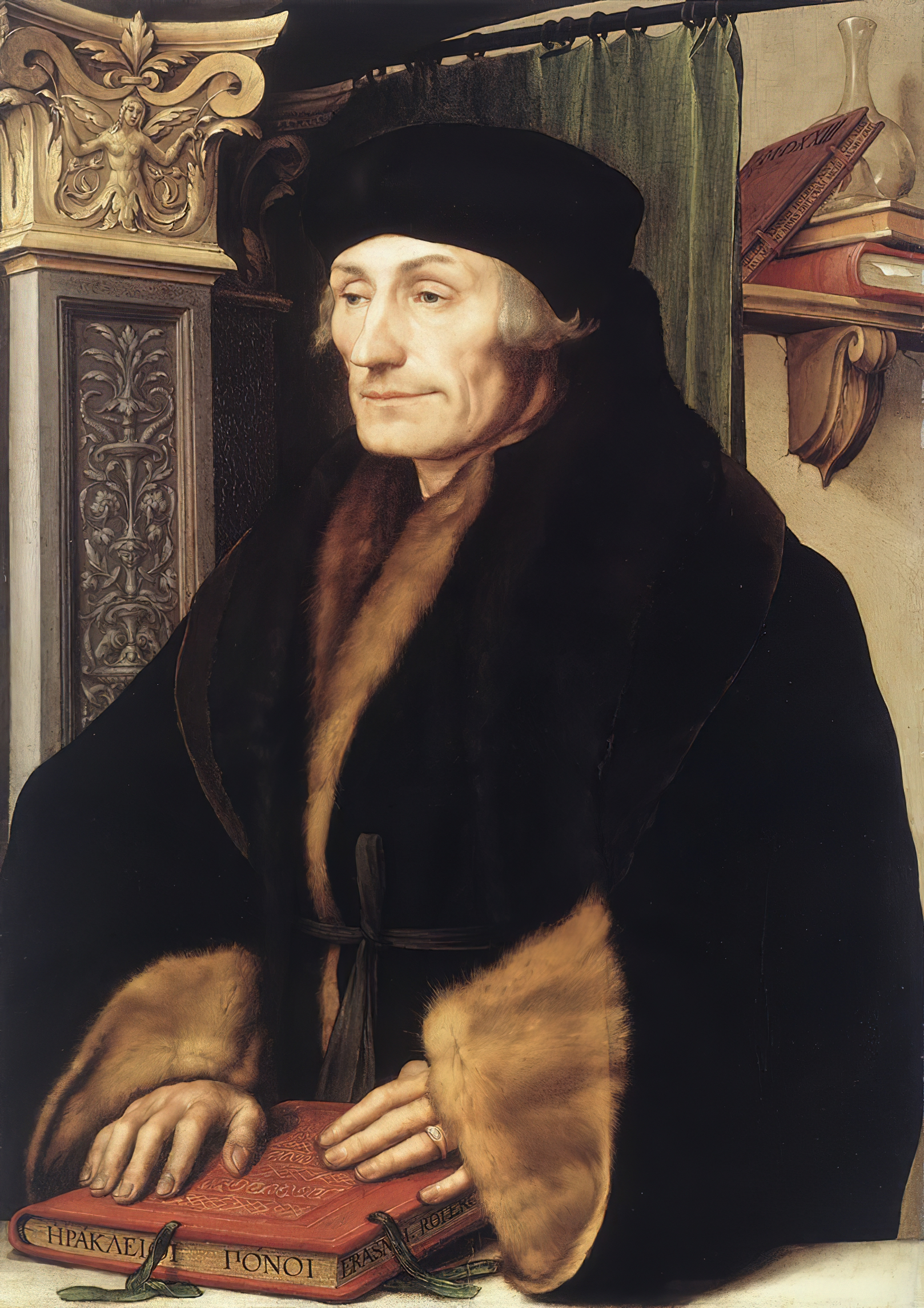
Desiderius Erasmus của Rotterdam